# Zellig Sabbetai Harris
Zellig Sabbetai Harris (ur. 23 października 1909 w Bałcie na Ukrainie, zm. 22 maja 1992 w Nowym Jorku) – amerykański językoznawca, z wykształcenia semitolog, profesor językoznawstwa na uniwersytecie Pennsylvania w Filadelfii. Uczeń Leonarda Bloomfielda, jeden z najwybitniejszych przedstawicieli amerykańskiej szkoły strukturalistycznej. Początkowo był zwolennikiem teorii dystrybucjonizmu, od około 1952 roku przedstawicielem teorii transformacjonizmu.
Najważniejsze prace Harrisa:
- 1939 – Development of the Canaanite Dialects
- 1951 – Methods in Structural Linguistics
- 1957 – Cooccurence and Transformation in Linguistic Structure
- 1959 – The Transformational Model of the Language Structure
- 1965 – Transformational Theory